# Étienne Bouzique
Étienne Ursin Bouzique est un homme politique français né le 7 février 1801 à Châteauneuf-sur-Cher (Cher) et mort le 18 août 1877 à Châteauneuf-sur-Cher.

## Carrière politique
Avocat à Bourges, il est conseiller général en 1833, maire de Bourges en 1848 et député du Cher de 1848 à 1849, siégeant à gauche, puis de 1849 à 1851. Il quitte la vie politique après le coup d’État du 2 décembre 1851.
Il est l'auteur de deux ouvrages :
- Servius Tullius (tragédie)
- Histoire du Christianisme (par E. U. B., chrétien unitaire)

## Famille
Étienne Ursin Bouzique naît à Châteauneuf-sur-Cher le 18 pluviôse an VIII, fils de Jean Étienne Bouzique, propriétaire cultivateur, et de Jeanne Souchois. Il meurt, célibataire, dans la même ville, le 18 août 1877. Sur sa maison natale est apposée une plaque commémorative où il est qualifié "poète, avocat, élu du peuple".

### Sources
- « Étienne Bouzique », dans Adolphe Robert et Gaston Cougny, Dictionnaire des parlementaires français, Edgar Bourloton, 1889-1891 [détail de l’édition]